# Biologia książki

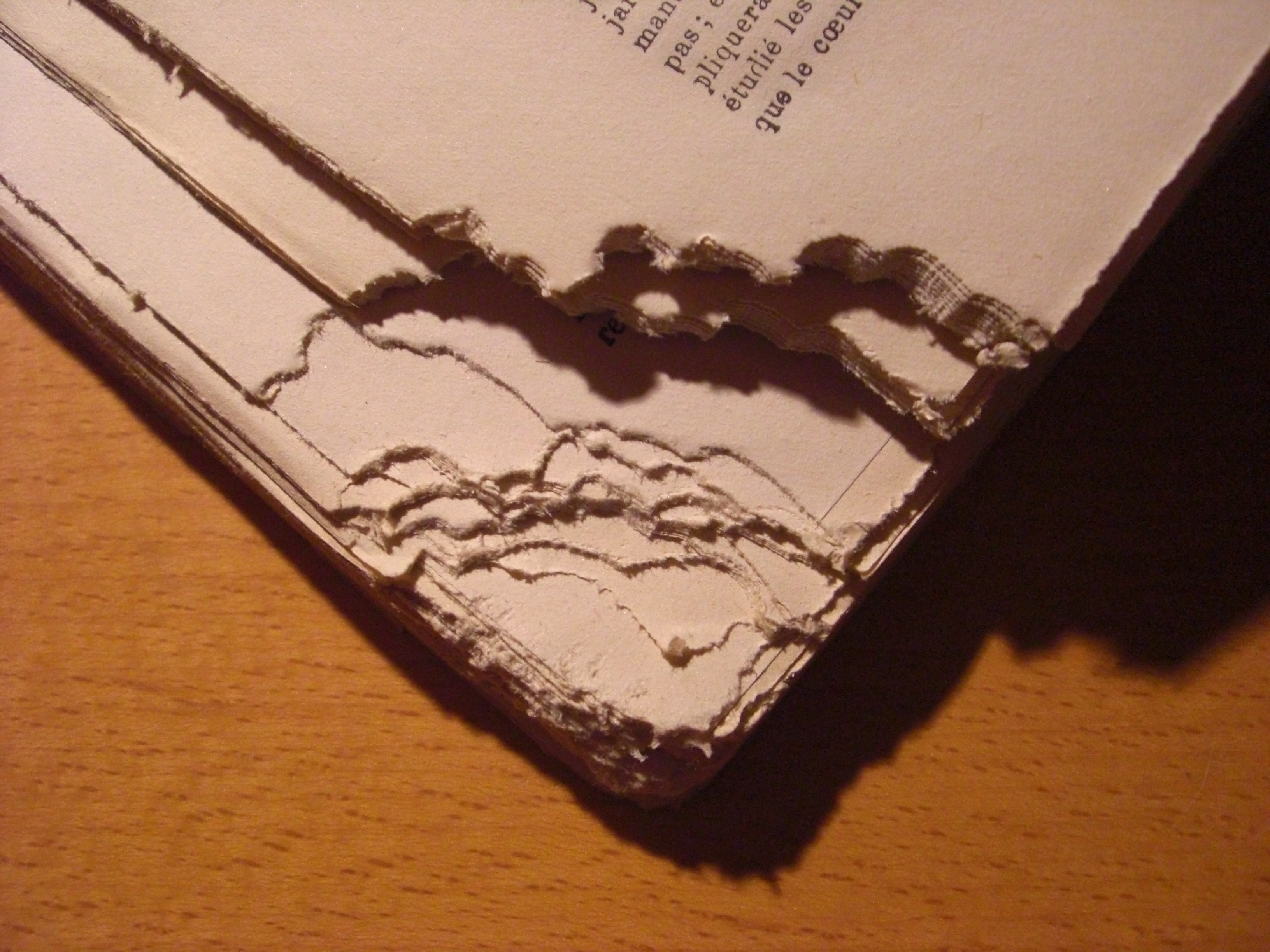
Książka zniszczona przez gryzonia

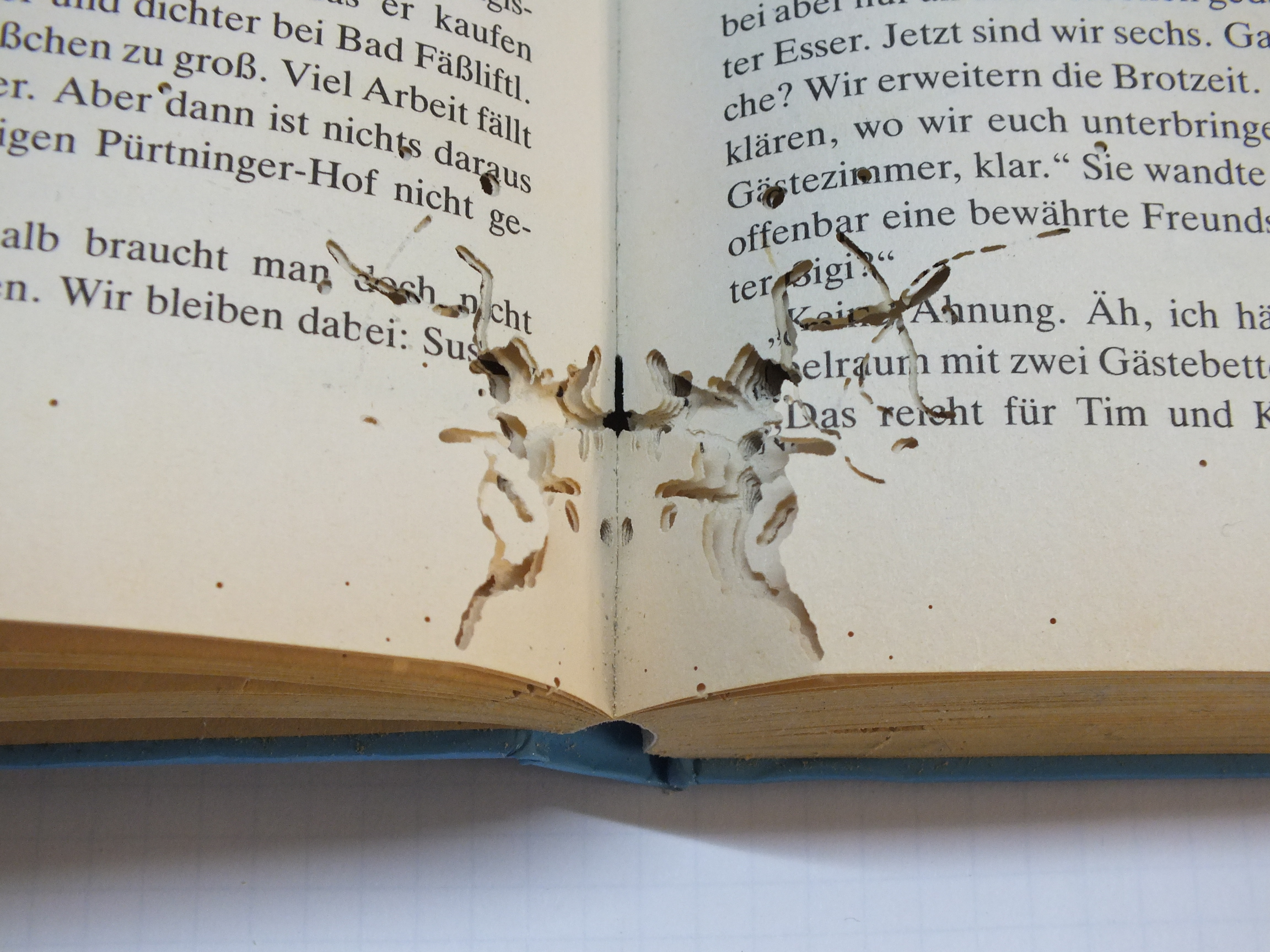
Ślady żerowania owada w bloku książki

Biologia książki – nauka pomocnicza bibliologii zajmująca się wpływem organizmów żywych na trwałość i jakość zbiorów bibliotecznych oraz metodami ochrony przed tymi organizmami. Wbrew nieco mylącej nazwie zajmuje się nie tylko książkami, ale również wszelkimi innymi rodzajami zbiorów przechowywanych w zbiorach bibliotecznych.
Biologia książki jest częścią hylobiologii – działu wiedzy zajmującego się wszelkimi zjawiskami biologicznymi zachodzącymi w materiałach. W skład biologii książki wchodzi wiedza na temat wielu zagadnień, jak: materiałoznawstwo, biologia, chemia, medycyna czy higiena.
Głównymi grupami organizmów wpływających na przechowywane zbiory są
- bakterie
- grzyby
- owady
- gryzonie

Wpływ organizmów biologicznych na przechowywane zbiory odbywa się w dwóch obszarach:
- niszczenie materiałów
  - ubytki
  - zmiana struktury
- zmiana wyglądu powierzchni materiałów

Biologia książki dotyczy wszystkich bez wyjątku materiałów, z jakich zbudowane są zbiory, a więc papieru, drewna, skóry, tkanin, tworzyw sztucznych, klejów, nici, substancji barwiących itd.